# 康国玺
康国玺（1959年11月—），男，汉族，甘肃武威人，中华人民共和国政治人物。

## 生平
曾任甘肃省农牧厅厅长、党组书记，2018年1月当选为甘肃省政协副主席，2023年1月卸任。